# Bleheto
Bleheto (Blehito, Ble-Hitu) ist eine osttimoresische Aldeia im Suco Mulo (Verwaltungsamt Hatu-Builico, Gemeinde Ainaro). 2015 lebten in der Aldeia 339 Menschen.

## Geographie
Die Aldeia Bleheto liegt im Nordwesten des Sucos Mulo. Im Süden befindet sich die Aldeia Queorudo. Ansonsten wird Bleheto vom Suco Nuno-Mogue umschlossen. Das gesamte Gebiet von Bleheto liegt auf eine Meereshöhe von über 2000 m.
In der Aldeia treffen die Überlandstraßen aus Maubisse, Hatu-Builico und der Gemeinde Ermera aufeinander. An ihnen befinden sich die Häuser der Siedlung Bleheto.